# Exoudun
Exoudun est une commune française, située dans le département des Deux-Sèvres en région Nouvelle-Aquitaine.

## Géographie
Exoudun, située dans le sud du département des Deux-Sèvres, est proche de la source du fleuve « La Sèvre Niortaise », qui prend sa source au sud de la commune, à Sepvret. Lors de la traversée d'Exoudun, le fleuve bénéficie d'une nette amélioration du débit grâce à la nappe du Dogger et Fontaine Bouillonnante.

## Géologie
Exoudun, tout comme Bougon, Pamproux et la Mothe-Saint-Héray, fait partie des hauteurs du bassin Niortais, il s'agit d'une plaine sédimentaire de type calcaire, Bathonien en cet endroit.

### Climat
Pour des articles plus généraux, voir Climat de la Nouvelle-Aquitaine et Climat des Deux-Sèvres.
Historiquement, la commune est exposée à un climat océanique du nord-ouest.  
En 2020, Météo-France publie une typologie des climats de la France métropolitaine dans laquelle la commune est dans une zone de transition entre le climat océanique et le climat océanique altéré et est dans la région climatique  Poitou-Charentes, caractérisée par un bon ensoleillement, particulièrement en été et des vents modérés.
Pour la période 1971-2000, la température annuelle moyenne est de 11,9 °C, avec une amplitude thermique annuelle de 14,3 °C. Le cumul annuel moyen de précipitations est de 834 mm, avec 13,3 jours de précipitations en janvier et 7,3 jours en juillet. Pour la période 1991-2020, la température moyenne annuelle observée sur la station météorologique la plus proche, située sur la commune de Lezay à 11 km à vol d'oiseau, est de 12,6 °C et le cumul annuel moyen de précipitations est de 945,6 mm,. Pour l'avenir, les paramètres climatiques de la commune estimés pour 2050 selon différents scénarios d’émission de gaz à effet de serre sont consultables sur un site dédié publié par Météo-France en novembre 2022.

## Urbanisme

### Typologie
Au 1er janvier 2024, Exoudun est catégorisée commune rurale à habitat dispersé, selon la nouvelle grille communale de densité à sept niveaux définie par l'Insee en 2022.
Elle est située hors unité urbaine et hors attraction des villes,.

### Occupation des sols
L'occupation des sols de la commune, telle qu'elle ressort de la base de données européenne d’occupation biophysique des sols Corine Land Cover (CLC), est marquée par l'importance des territoires agricoles (93,6 % en 2018), une proportion sensiblement équivalente à celle de 1990 (93,7 %). La répartition détaillée en 2018 est la suivante : 
terres arables (74,6 %), prairies (13,1 %), zones agricoles hétérogènes (5,9 %), forêts (3,8 %), zones urbanisées (2,6 %). L'évolution de l’occupation des sols de la commune et de ses infrastructures peut être observée sur les différentes représentations cartographiques du territoire : la carte de Cassini (XVIIIe siècle), la carte d'état-major (1820-1866) et les cartes ou photos aériennes de l'IGN pour la période actuelle (1950 à aujourd'hui).

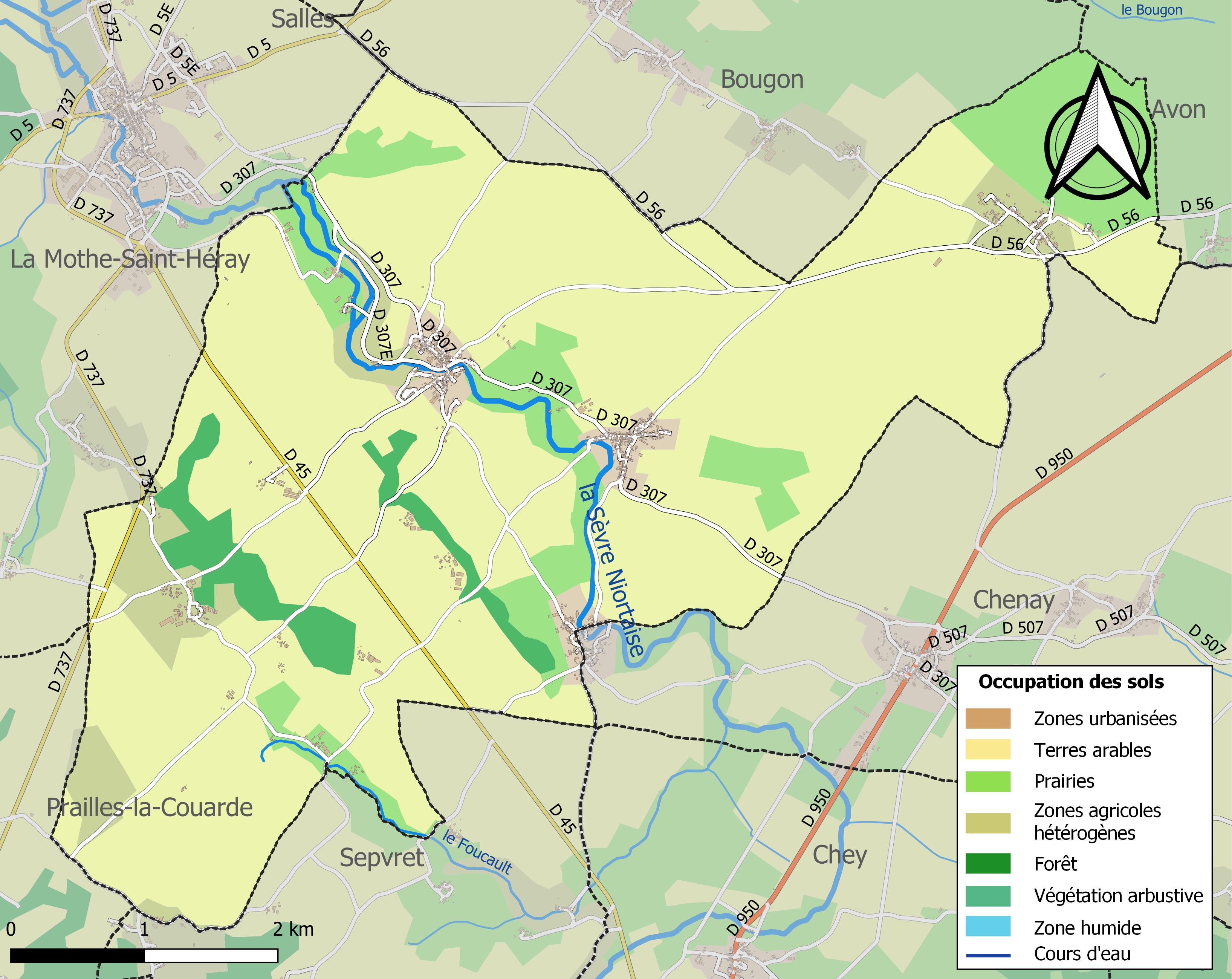
Carte des infrastructures et de l'occupation des sols de la commune en 2018 (CLC).

### Risques majeurs
Le territoire de la commune d'Exoudun est vulnérable à différents aléas naturels : météorologiques (tempête, orage, neige, grand froid, canicule ou sécheresse), inondations, mouvements de terrains et séisme (sismicité modérée). Il est également exposé à un risque technologique, le transport de matières dangereuses, et à un risque particulier : le risque de radon. Un site publié par le BRGM permet d'évaluer simplement et rapidement les risques d'un bien localisé soit par son adresse soit par le numéro de sa parcelle.

#### Risques naturels
Certaines parties du territoire communal sont susceptibles d’être affectées par le risque d’inondation par débordement de cours d'eau, notamment la Sèvre Niortaise. La commune a été reconnue en état de catastrophe naturelle au titre des dommages causés par les inondations et coulées de boue survenues en 1982, 1983, 1993, 1995, 1999 et 2010,. Le risque inondation est pris en compte dans l'aménagement du territoire de la commune par le biais du plan de prévention des risques inondation (PPRI) de la « Vallée de la Sèvre Niortaise amont », approuvé le 21 mars 2017, dont le périmètre regroupe 17 communes.

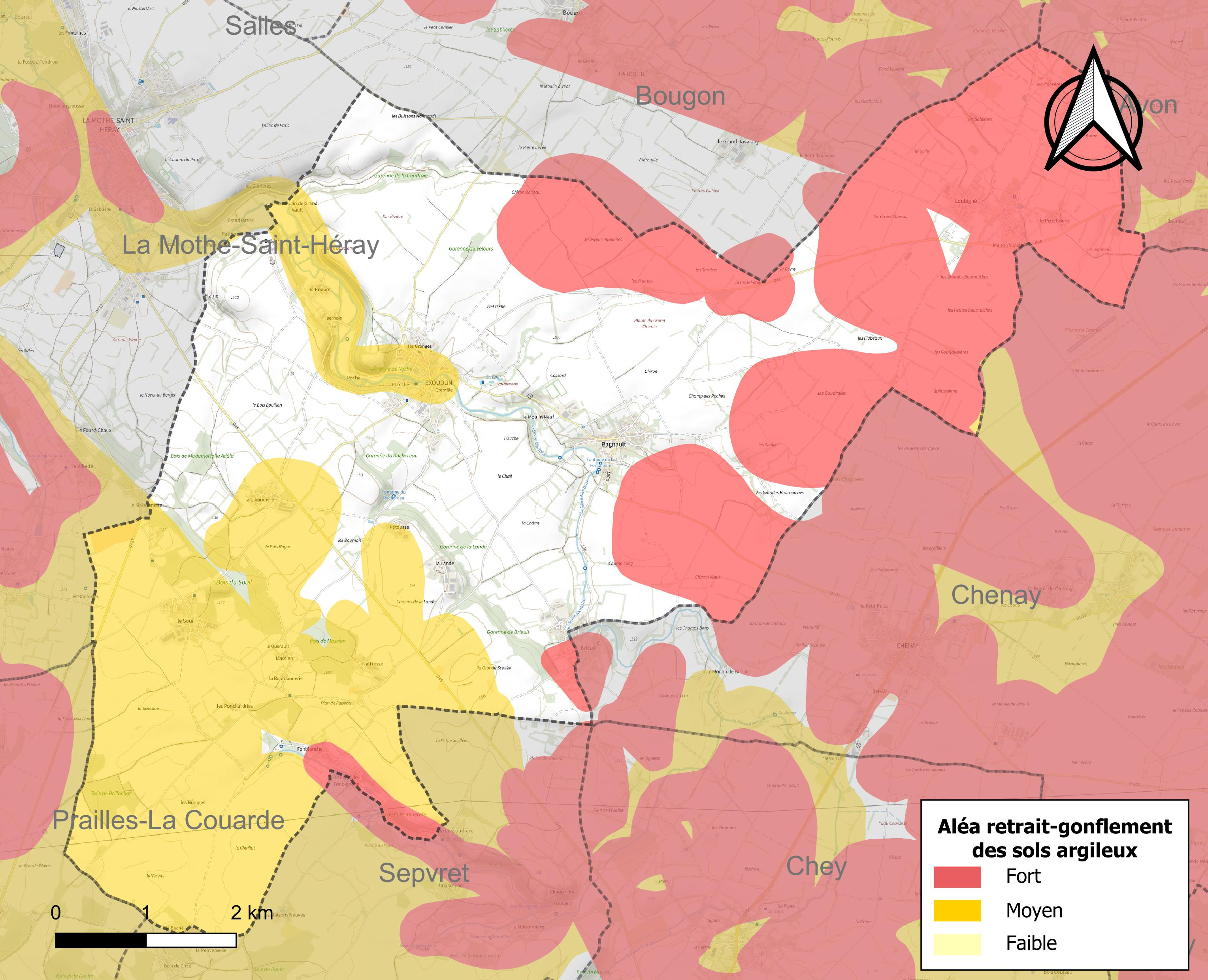
Carte des zones d'aléa retrait-gonflement des sols argileux d'Exoudun.

Les mouvements de terrains susceptibles de se produire sur la commune sont des tassements différentiels. Le retrait-gonflement des sols argileux est susceptible d'engendrer des dommages importants aux bâtiments en cas d’alternance de périodes de sécheresse et de pluie. 59,8 % de la superficie communale est en aléa moyen ou fort (54,9 % au niveau départemental et 48,5 % au niveau national). Depuis le 1er octobre 2020, en application de la loi ELAN, différentes contraintes s'imposent aux vendeurs, maîtres d'ouvrages ou constructeurs de biens situés dans une zone classée en aléa moyen ou fort,.
La commune a été reconnue en état de catastrophe naturelle au titre des dommages causés par des mouvements de terrain en 1999 et 2010.

#### Risque particulier
Dans plusieurs parties du territoire national, le radon, accumulé dans certains logements ou autres locaux, peut constituer une source significative d’exposition de la population aux rayonnements ionisants. Selon la classification de 2018, la commune d'Exoudun est classée en zone 2, à savoir zone à potentiel radon faible mais sur lesquelles des facteurs géologiques particuliers peuvent faciliter le transfert du radon vers les bâtiments.

## Toponymie
Le nom est attesté en 872 sous la forme d'Exuldunus.
Selon Dauzat et Rostaing, le nom vient du gaulois uxelo, « élevé » et dunum, « forteresse »  (cf Issoudun).
Ernest Nègre apporte lui aussi la même signification, de l'adjectif gaulois uxello- signifiant « élevé » et le suffixe dunum, « enceinte fortifié »e.

## Histoire
L'occupation humaine, qui semble ancienne, remonte aux époques préhistoriques, durant le Néolithique, lorsque les premiers hommes qui pratiquent l'agriculture arrivent, comme le souligne la présence dans la commune même, du Dolmen du bourg ; présentant une table de couverture et deux orthostates à ses côtés, son état est en considéré ruiné.
La Pierre Levée des sept chemins se trouve d'ailleurs à mi-chemin sur la route en direction des Chirons de Bougon, où se situent une demi-douzaine de tumulus, parmi les plus anciens de la façade Atlantique, et utilisés pendant près de 2000 ans, ce qui est exceptionnel.
La présence de poteries dans ces différents sites archéologiques, datées de l'âge du bronze, montre la présence de populations, qui coïncide avec la fin du mégalithisme ; elles se mêlent aux populations précédentes.
Pendant l'Antiquité, à Exoudun, comme l'atteste sa toponymie, la présence des celtes Gaulois, vraisemblablement les Pictons, ainsi que d'une enceinte fortifiée et de bonne hauteur sont avérés.

## Politique et administration
| Période   | Période  | Identité                     | Étiquette | Qualité |
| --------- | -------- | ---------------------------- | --------- | ------- |
| mars 2008 | 2020     | Jean-Marie Auzanneau-Fouquet |           |         |
| 2020      | En cours | Murielle Heurtebise-Daniaud  |           |         |

## Démographie
À partir du XXIe siècle, les recensements réels des communes de moins de 10 000 habitants ont lieu tous les cinq ans. Pour Exoudun, cela correspond à 2007, 2012, 2017, etc. Les autres dates de « recensements » (2006, 2009, etc.) sont des estimations légales.
| 1793  | 1800  | 1806  | 1821  | 1831  | 1836  | 1841  | 1846  | 1851  |
| ----- | ----- | ----- | ----- | ----- | ----- | ----- | ----- | ----- |
| 1 477 | 1 401 | 1 534 | 1 684 | 1 729 | 1 770 | 1 763 | 1 658 | 1 631 |

| 1856  | 1861  | 1866  | 1872  | 1876  | 1881  | 1886  | 1891  | 1896  |
| ----- | ----- | ----- | ----- | ----- | ----- | ----- | ----- | ----- |
| 1 644 | 1 597 | 1 510 | 1 489 | 1 501 | 1 424 | 1 464 | 1 378 | 1 310 |

| 1901  | 1906  | 1911  | 1921  | 1926  | 1931  | 1936  | 1946  | 1954 |
| ----- | ----- | ----- | ----- | ----- | ----- | ----- | ----- | ---- |
| 1 312 | 1 204 | 1 206 | 1 033 | 1 042 | 1 043 | 1 041 | 1 025 | 960  |

| 1962  | 1968 | 1975 | 1982 | 1990 | 1999 | 2006 | 2007 | 2012 |
| ----- | ---- | ---- | ---- | ---- | ---- | ---- | ---- | ---- |
| 1 011 | 966  | 803  | 740  | 664  | 616  | 585  | 581  | 621  |

| 2017 | 2022 | - | - | - | - | - | - | - |
| ---- | ---- | - | - | - | - | - | - | - |
| 576  | 540  | - | - | - | - | - | - | - |

## Culture locale et patrimoine

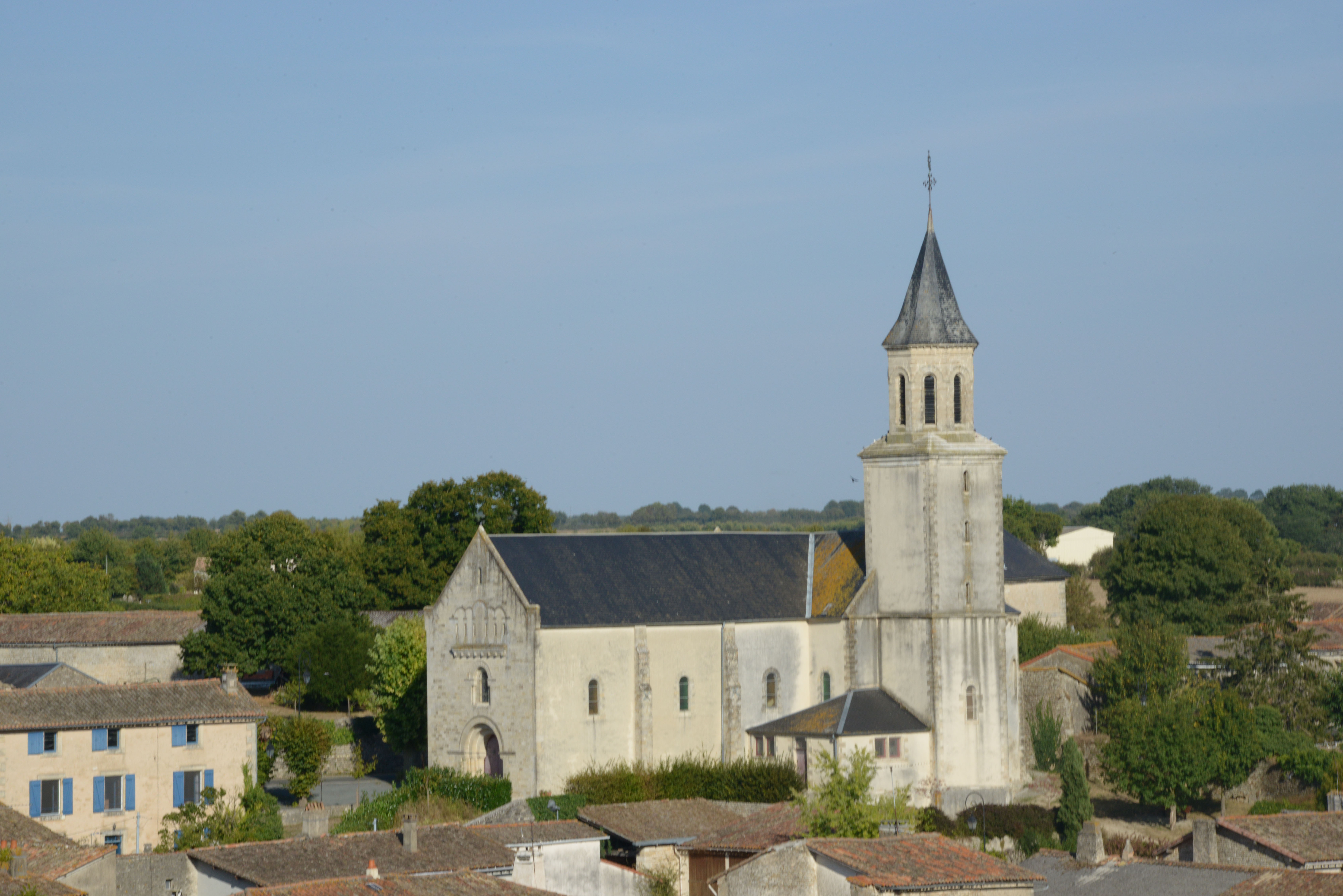
Église Saint-Édouard

### Lieux et monuments
- Église Saint-Édouard d'Exoudun. Elle est inscrite à l'Inventaire général du patrimoine culturel[28].
- Église Saint-Pierre d'Exoudun. Elle est inscrite à l'Inventaire général du patrimoine culturel[29].
- Ancien château féodal dit "Tour Rasée". ;
- Temple protestant construit en 1855
- Source de la Sèvre Niortaise dite Fontaine-Bouillante.

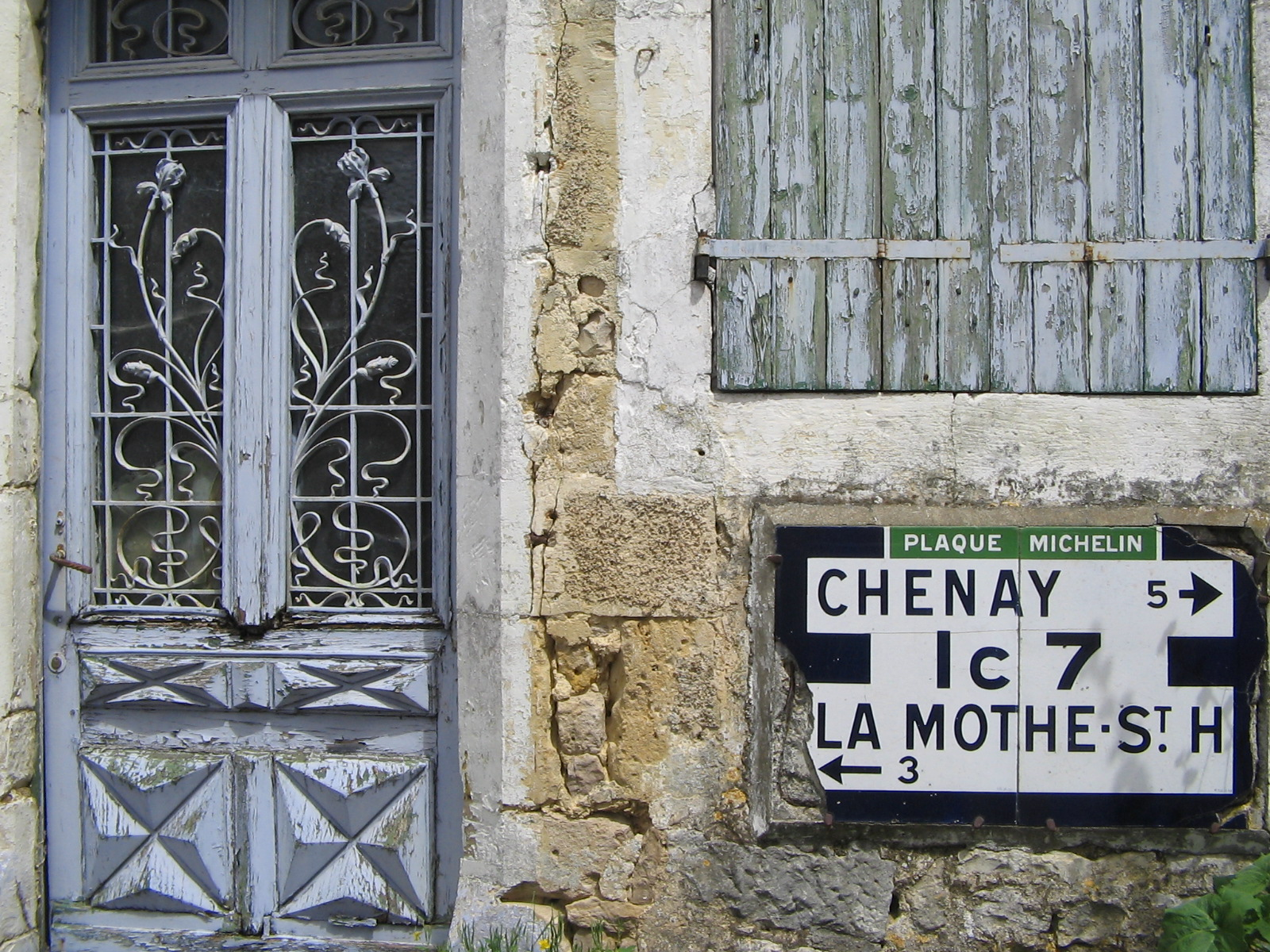
Une vieille porte et une vieille plaque Michelin à Exoudun en mai 2013.

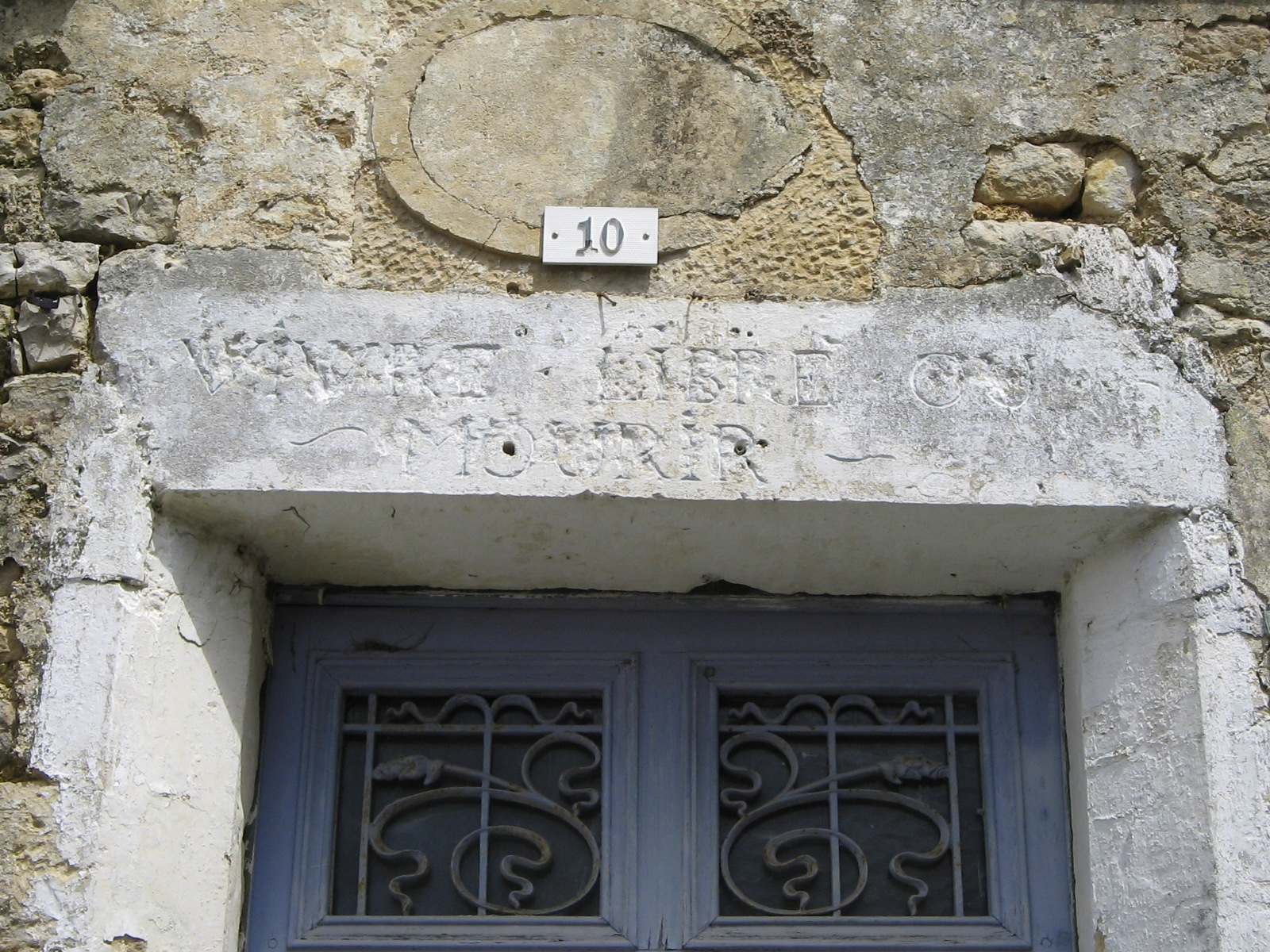
L à Exoudun en mai 2013.

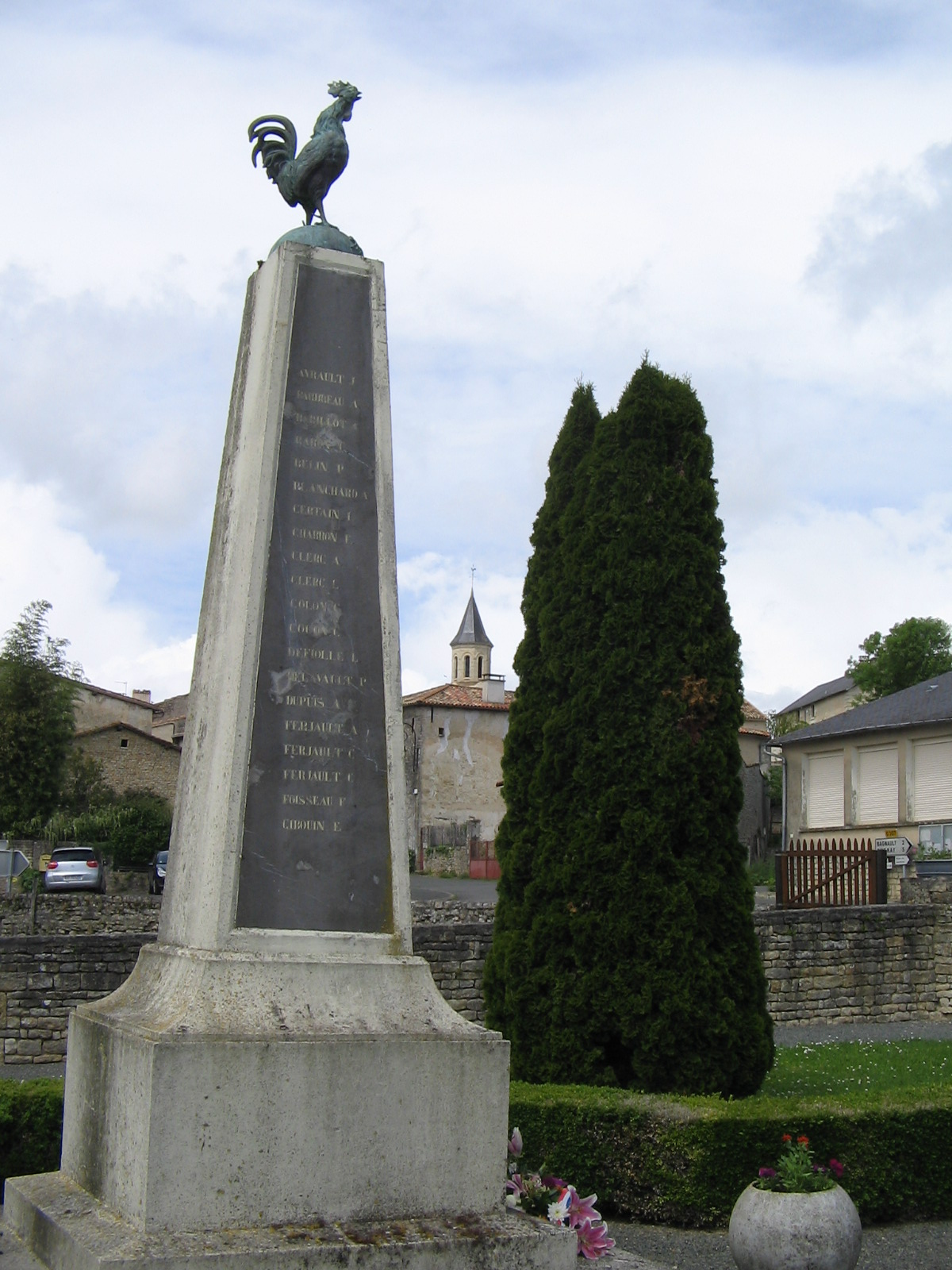
Le monument aux morts à Exoudun en mai 2013.

### Personnalités liées à la commune
- Madeleine Danniau, boulangère durant la guerre 1914-1918 en remplacement de son père.

### Héraldique
| Blason | Blasonnement : Burelé d’argent et d’azur, la 1re burèle d’argent chargé d’un lambe de gueules et la derniere échancrée de trois pièces par le bas, à la sirène contournée si mirant d’or brochant ; au comble aussi d’or chargé d’une croix pattée alésée de gueules accostée de six filets ondés alésés de même, trois à dextre et trois à senestre l’une sur l’autre |